# 水蒸気蒸留
水蒸気蒸留（すいじょうきじょうりゅう、英: steam distillation）は、蒸気圧の低い高沸点の化合物を沸点以下の温度で蒸留する方法である。水と混合することで沸点が低くなるような化合物（すなわち、水と最低共沸点を有する化合物）を蒸留すると効果的である。水蒸気を連続的に蒸留容器に導入すると共に、蒸留容器は加熱状態にして容器内を加熱水蒸気で満たし、流出する加熱水蒸気を水冷管で冷却して目的物を水と共に冷却捕集する。通常は水に溶けにくい化合物を水蒸気蒸留する。水に解けにくい化合物を水蒸気蒸留し、得られる蒸気を冷却して液化すれば、目的化合物が水から分離して、比較的高純度の目的化合物が得られるからである。ただし、旧式のアミノ酸窒素定量法のように分解生成したアンモニア（水に溶解しやすい化合物）を水蒸気蒸留で捕集する例もある。
加熱水蒸気は移動相（キャリヤーガス）として作用するので理論段数のきわめて低い分配ガスクロマトグラフィーに相当する。したがって、減圧蒸留とは分離原理が異なる。
一般に水の凝縮熱は高いので水冷管は長くする必要があり、リービッヒ冷却器を直列に二段重ねて冷却する必要がある場合もある。
目的物の沸点差でなく蒸気圧の大小で分別するので必ずしも沸点の低いものが留去されるとは限らない。特に水と最低共沸点を有する化合物は留去されやすい。理論段数が低いので、分離抽出目的で実験室で用いられることは比較的少なく、むしろ工業的に利用される場面が多い。一般にエッセンシャルオイルと呼ばれている精油を植物から抽出する方法の1つ。

## 原理
すべての物質は沸点以下の温度において、ある蒸気圧を持っているゆえに、理論的にはあらゆる物質は任意の（特に沸点以下の）温度で蒸気を集めそれを凝縮させることで蒸留が可能である。しかし、普通の方法では沸点以下での蒸留は現実的ではない。なぜならその物質が多く含まれている蒸気の層が液体の上にできると、その層における分圧が飽和蒸気圧に達すると蒸発が停止するからである。蒸気は凝縮器に流れていくが、それは拡散という極めて緩慢な過程によってのみである。（氷点下に保った氷と凝縮器をつないで水を得ようとする状況を想像すればこれがいかに現実的でないかわかるはずだ。）

　単純な蒸留は、上の問題を解決するために物質を沸騰させる。それによって蒸気圧が大気圧を超えれば動かない蒸気に富んだ層に擾乱が起こり、沸騰した物質から凝縮器に向けて十分で安定した蒸気の流れが生じるからである。

　水蒸気蒸留ではこの蒸気の流れが物質自体を加熱することにより生じる以上に、沸騰した水により供給される。沸騰した水の蒸気（つまり水蒸気）が目的物質の蒸気を含み運ぶのだ。

　目的物質は水に混和、あるいは溶解するものである必要はない。流れ込んでくる蒸気の温度において十分な飽和蒸気圧となりさえすればいい。